# Last Night (canción de Gloria Gaynor)
''Last Night'' (última noche en Español) es una canción interpretada por la cantante estadounidense Gloria Gaynor para el sencillo ''Giorgio Moroder proyect Presents: Gloria Gaynor - Last Night'', fue escrita por el DJ italiano Giorgio Moroder y lanzada en abril de 2000. La canción se convirtió en el sencillo más escuchados en las discos nocturnas de Estados Unidos posicionándose en el #99 en el Reino Unido siendo considerada la mejor canción de Electro House del momento. La canción cuenta con dos videoclips musicales, uno es la presentación en vivo en ''The German TV show "Chart Attack' presentación que se llevó a cabo el 1 de abril de 2000, y el otro es un videoclip en formato de pelicula que fue dirigido por el cineasta Volker Hannwacker también conocido por dirigir el videoclip ''Haddaway - What is love'' (1992).